# Allianz Trade
Allianz Trade är varumärket för tjänsteutbudet från Euler Hermes, ett kreditförsäkringsbolag och dotterbolag i försäkringskoncernen Allianz. 
Allianz Trade omfattar kreditförsäkring, inkasso, borgensförbindelse och bedrägeriförsäkring för företag och skydd mot politiska risker. Namnet Allianz Trade antogs i mars 2022. Bolaget övervakade samma år den ekonomiska situationen hos över 80 miljoner företag.
Företaget har sitt huvudkontor i Paris och finns idag i över 50 länder. Företaget hade 2021 över 5 500 anställda och en global marknadsandel på 34 %. Den konsoliderade omsättningen 2021 uppgick till 2,9 miljarder euro och de försäkrade globala affärstransaktionerna motsvarade 931 miljarder euro i exponering.
Allianz Trade i Sverige är organiserat som en del av Allianz Trade i Norden (Allianz Trade Nordic Countries), som i sin tur är en del av Allianz Trade Northern Europe. Allianz Trades lokala kontor i Sverige ligger i Stockholm, på adressen Sveavägen 98.

## Historik

### Euler Hermes grundande
År 1993 inledde franska SFAC (Société Française d’Assurance-Crédit) sina förvärv av olika lokala marknadsledare inom kreditförsäkring genom att förvärva COBAC (Compagnie Belge d’Assurance Crédit). SFAC fortsatte genom att förvärva Trade Indemnity 1996, följt av ACI (American Credit Indemnity) och SIAC (Società Italiana Assicurazione Crediti) 1998. Samma år förvärvade Allianz franska AGF (Assurance générale de France), en aktieägare i SFAC. Företaget SFAC bytte namn till Euler.
År 2000 noterades Euler på Parisbörsen. Två år senare, 2002, förvärvade Euler bolaget Hermes, den tyska marknadsledaren inom kreditförsäkring.  År 2003 blev koncernen och alla dess dotterbolag Euler Hermes. 
År 2004 påbörjade Euler Hermes sin internationella expansion. Mellan 2004 och 2009 öppnade Euler Hermes kontor i Latinamerika, Asien och Stillahavsområdet samt i Mellanöstern (Förenade arabemiraten, Kuwait, Oman och Qatar). År 2007 utökade Euler Hermes sin aktieandel till 50 % i COSEC (Companhia de Seguro de Créditos), marknadsledaren i Portugal. År 2013 skapades Solunion, ett gemensamt företag (så kallat samriskföretag) mellan Euler Hermes och spanska Mapfre som omfattade Spanien och Latinamerika. Samma år utökade Euler Hermes sin aktieandel i ICIC (Israeli Credit Insurance Company), ett kreditförsäkringsföretag i Israel, till 50 %.

### Införlivande i Allianz Group
År 2018 slutförde Allianz förvärvet av Euler Hermes utestående aktier och Euler Hermes blev helägt av Allianz. I mars 2022 bytte Euler Hermes namn till Allianz Trade.